# Erythrocles microceps
Erythrocles microceps är en fiskart som beskrevs av Miyahara och Okamura, 1998. Erythrocles microceps ingår i släktet Erythrocles och familjen Emmelichthyidae. Inga underarter finns listade i Catalogue of Life.